# Sirens (canção de Cher Lloyd)
"Sirens" é uma canção gravada pela cantora e compositora inglesa Cher Lloyd, lançada como o segundo single de seu segundo álbum de estúdio intitulado Sorry I'm Late.

## Alinhamento de faixas
| Download digital |          |         |  |
| N.º              | Título   | Duração |  |
| 1.               | "Sirens" | 3:55    |  |

| U.K. - Digital EP |                                      |         |  |
| N.º               | Título                               | Duração |  |
| 1.                | "Sirens" (Radio Edit)                | 3:48    |  |
| 2.                | "Sirens" (Jenaux Remix)              | 3:23    |  |
| 3.                | "Human" (Live at Swinghouse Studios) | 2:38    |  |
| 4.                | "Sirens" (Instrumental Version)      | 3:54    |  |